# Ciężka atletyka

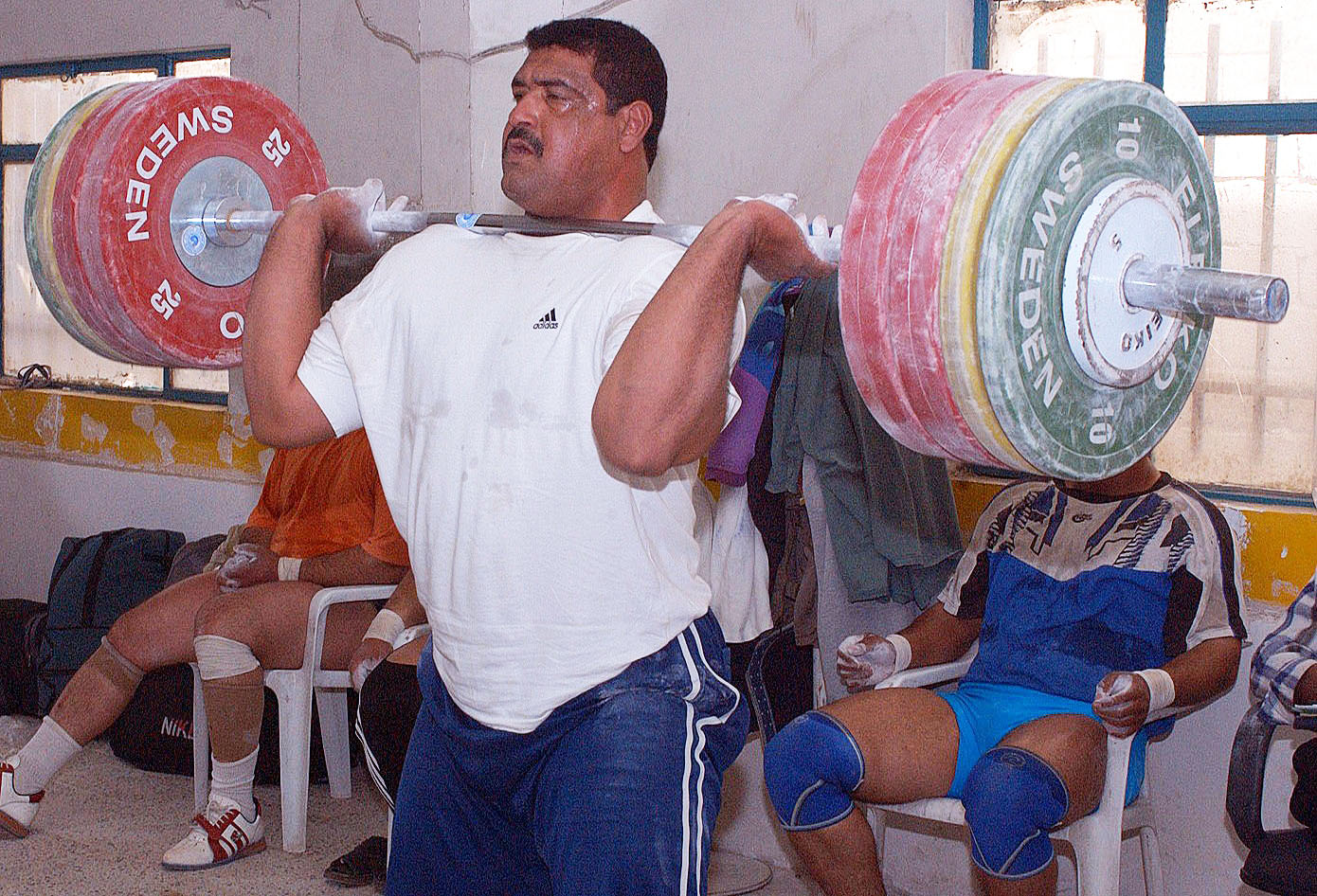
Podnoszenie ciężarów

Ciężka atletyka – obecnie rzadko stosowany termin, którym dawniej określano dziedzinę sportu, do której zaliczano zapasy i podnoszenie ciężarów, niekiedy także pięściarstwo.